# Pure Instinct
Pure Instinct je třinácté studiové album německé hardrockové skupiny Scorpions z roku 1996.

## Seznam skladeb
1. "Wild Child" – 4:19
2. "But The Best For You" – 5:26
3. "Does Anyone Know" – 6:03
4. "Stone In My Shoe" – 4:42
5. "Soul Behind The Face" – 4:14
6. "Oh Girl (I Wanna Be With You)" – 3:56
7. "When You Came Into My Life" – 5:17
8. "Where The River Flows" – 4:16
9. "Time Will Call Your Name" – 3:21
10. "You And I" – 6:22
11. "Are You The One?" – 3:15
12. "She's Knocking At My Door" (bonusová skladba na japonském vydání)

## Sestava
- Klaus Meine - zpěv
- Matthias Jabs - kytara
- Rudolf Schenker - kytara
- Ralph Rieckermann - baskytara
- James Kottak - bicí

## Umístění v žebříčcích

### Album
Billboard (Severní Amerika)
| Rok  | Žebříček          | Pozice |
| ---- | ----------------- | ------ |
| 1996 | The Billboard 200 | #99    |

### Singly
| Rok  | Singl        | Žebříček               | Pozice |
| ---- | ------------ | ---------------------- | ------ |
| 1996 | "Wild Child" | Mainstream Rock Tracks | #19    |